# Kohtaowormsalamander
De kohtaowormsalamander (Ichthyophis kohtaoensis) is een wormsalamander uit de familie Ichthyophiidae. De soort werd voor het eerst wetenschappelijk beschreven door Edward Harrison Taylor in 1960.
Deze soort leeft overdag vooral ondergronds of onder een laag humus en komt dan zelden aan de oppervlakte. 's Nachts komt de kohtaowormsalamander tevoorschijn om te eten. Hij voedt zich met allerlei kleine ongewervelden, zoals insecten en wormen. De eitjes worden in een ondergrondse holte afgezet en verzorgd door het vrouwtje. De larven leven in water totdat ze volledig gemetamorfoseerd zijn.

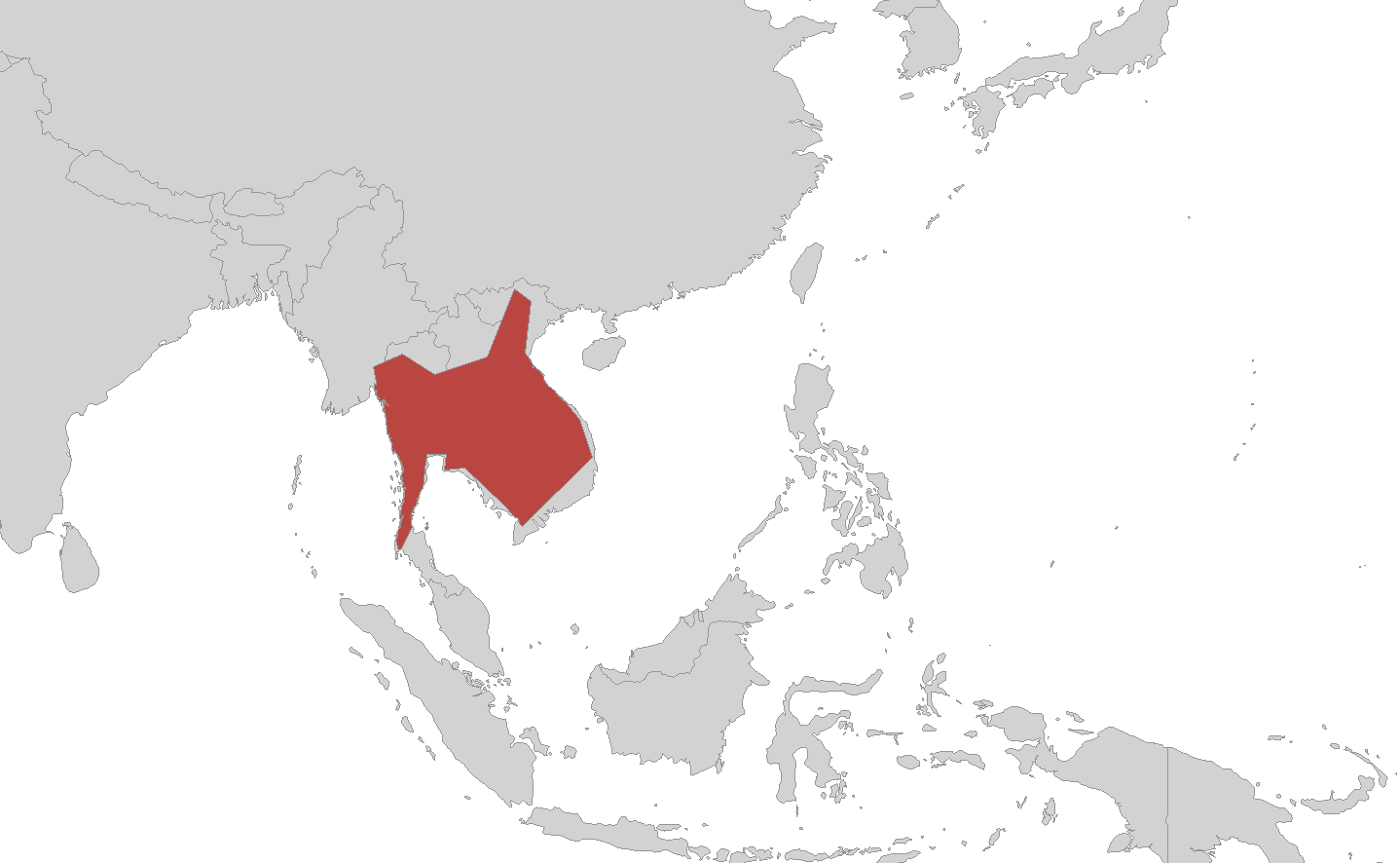
Het verspreidingsgebied

De kohtaowormsalamander komt voor in delen van Azië en leeft in de landen Cambodja, Laos, Myanmar, Thailand en Vietnam. Het exacte verspreidingsgebied is echter niet helemaal zeker. De wetenschappelijke soortaanduiding kohtaoensis is afgeleid van Ko Tao, een eiland in Thailand. Deze soort wordt gevonden in subtropische en tropische vochtige en beboste laaglanden, vochtige berggebieden, rivieren, moerassen, drassige graslanden en periodieke zoet water moerassen. Hij wordt echter ook in (tuinen in) stedelijk gebied, op plantages en geïrrigeerde landbouwgronden aangetroffen.